# Elecciones legislativas de Argentina de 1898
Las elecciones legislativas de Argentina de 1898 se realizaron el 10 de abril del mencionado año con el objetivo de renovar 79 de 120 escaños de la Cámara de Diputados, cámara baja del Congreso de la Nación Argentina. Debido al agrandamiento del Congreso, en estas elecciones se revalidaría el mandato de casi el 66% de las bancas, con 60 bancas con mandato hasta 1902 y 19 bancas con mandato hasta 1900.

## Bancas a elegir
| Provincia           | Bancas | A elegir |
| ------------------- | ------ | -------- |
| Buenos Aires        | 28     | 22       |
| Capital Federal     | 20     | 15       |
| Catamarca           | 3      | 2        |
| Córdoba             | 11     | 3        |
| Corrientes          | 7      | 4        |
| Entre Ríos          | 9      | 8        |
| Jujuy               | 2      | 1        |
| La Rioja            | 2      | 1        |
| Mendoza             | 4      | 3        |
| Salta               | 4      | 2        |
| San Juan            | 3      | 1        |
| San Luis            | 3      | —        |
| Santa Fe            | 12     | 10       |
| Santiago del Estero | 5      | 2        |
| Tucumán             | 7      | 5        |
| Total               | 120    | 79       |

## Resultados por provincia
| Provincia           | Candidato                            | Votos  |
| ------------------- | ------------------------------------ | ------ |
| Buenos Aires        | Antonio Bermejo (UCN)                | 31.935 |
| Buenos Aires        | Julio S. Dantas (PAN)                | 31.935 |
| Buenos Aires        | Julio Peña                           | 31.935 |
| Buenos Aires        | Ramón Santamarina (h) (PAN)          | 31.935 |
| Buenos Aires        | Pedro P. Belderrain (UCN)            | 31.935 |
| Buenos Aires        | Melitón Panelo (UCN)                 | 31.935 |
| Buenos Aires        | Gregorio de Laferrère                | 31.935 |
| Buenos Aires        | Carlos Salas (UCN)                   | 31.935 |
| Buenos Aires        | Mariano R. Martínez (UCN)            | 31.935 |
| Buenos Aires        | Máximo Gómez                         | 31.935 |
| Buenos Aires        | Ramón L. Falcón (PAN)                | 31.935 |
| Buenos Aires        | Antonio M. Ferrari (PAN)             | 31.935 |
| Buenos Aires        | Ezequiel de la Serna (PAN)           | 31.935 |
| Buenos Aires        | Julio Sánchez Viamonte (UCN)         | 31.935 |
| Buenos Aires        | Ángel M. Ezquer                      | 31.935 |
| Buenos Aires        | Alberto Lartigau (PAN)               | 31.520 |
| Buenos Aires        | Félix Rivas                          | 31.520 |
| Buenos Aires        | Pastor Lacasa (PAN)                  | 31.520 |
| Buenos Aires        | Eduardo Sáenz                        | 31.520 |
| Buenos Aires        | José Fonrouge (PAN)                  | 31.520 |
| Buenos Aires        | Arturo C. Massey (PAN)               | 31.520 |
| Buenos Aires        | Francisco Seguí                      | 31.520 |
| Buenos Aires        | Carlos Rodríguez Larreta (UCR)       | 415    |
| Buenos Aires        | Norberto R. Fresco                   | 415    |
| Buenos Aires        | Miguel H. Martínez de Hoz (UCN)      | 415    |
| Buenos Aires        | Orlando Williams (UCN)               | 415    |
| Buenos Aires        | Antonio Lanusse (UCN)                | 415    |
| Buenos Aires        | Arturo Podestá                       | 415    |
| Buenos Aires        | Agustín Molina                       | 415    |
| Buenos Aires        | Hipólito Yrigoyen (UCR)              | 80     |
| Buenos Aires        | Eduardo F. Morgan                    | 80     |
| Buenos Aires        | Rodolfo Tasso                        | 80     |
| Buenos Aires        | Martín Yrigoyen (UCR)                | 80     |
| Buenos Aires        | Julio Moreno                         | 80     |
| Buenos Aires        | Manuel Anselmo Ocampo (UCR)          | 80     |
| Buenos Aires        | Adam Yong                            | 80     |
| Buenos Aires        | Sabino Fontana                       | 80     |
| Buenos Aires        | Severo Sosa                          | 80     |
| Buenos Aires        | Francisco Ayerza                     | 80     |
| Buenos Aires        | Justo E. Silva                       | 80     |
| Buenos Aires        | Gregorio Carlés                      | 80     |
| Buenos Aires        | Remigio Luppo                        | 80     |
| Buenos Aires        | Manuel F. de la Fuente               | 80     |
| Buenos Aires        | Octaviano Cabrera                    | 80     |
| Buenos Aires        | Carlos Trillo                        | 80     |
| Buenos Aires        | Justino Orqueida                     | 80     |
| Buenos Aires        | Ernesto Echagüe                      | 80     |
| Buenos Aires        | Domingo L. Cavello                   | 80     |
| Buenos Aires        | Sixto Quiroga                        | 80     |
| Buenos Aires        | Juan O'Farrell (UCR)                 | 80     |
| Buenos Aires        | Miguel F. Duffy                      | 80     |
| Capital Federal     | Tomás Santa Coloma (UCN)             | 19.914 |
| Capital Federal     | Benito Carrasco                      | 19.688 |
| Capital Federal     | Rufino Varela Ortiz (PAN)            | 19.581 |
| Capital Federal     | Alberto Capdevila (PAN)              | 19.563 |
| Capital Federal     | Florencio Roberts (PAN)              | 19.541 |
| Capital Federal     | Manuel I. Moreno                     | 19.475 |
| Capital Federal     | Diego B. Scotto                      | 19.464 |
| Capital Federal     | Francisco Bollini (PAN)              | 19.321 |
| Capital Federal     | Pedro O. Luro (PAN)                  | 19.284 |
| Capital Federal     | José María Gutiérrez (UCN)           | 19.267 |
| Capital Federal     | Lino Loureyro                        | 19.212 |
| Capital Federal     | Salvador Benedict                    | 19.166 |
| Capital Federal     | Juan Antonio Argerich Elizalde (UCN) | 19.025 |
| Capital Federal     | Julián Martínez (h) (PAN)            | 19.020 |
| Capital Federal     | Tomás J. Luque (UCN)                 | 19.016 |
| Capital Federal     | Víctor M. Molina (UCR)               | 3.231  |
| Capital Federal     | Adolfo Mujica (UCR)                  | 3.172  |
| Capital Federal     | Luis Duprat                          | 3.159  |
| Capital Federal     | Carlos Rodríguez Larreta (UCR)       | 2.986  |
| Capital Federal     | Ángel Ferreyra Cortés (UCR)          | 2.952  |
| Capital Federal     | Adolfo Saldías (UCR)                 | 2.896  |
| Capital Federal     | Arturo Vega Belgrano (UCR)           | 2.890  |
| Capital Federal     | Enrique de Madrid (UCR)              | 2.867  |
| Capital Federal     | Marcelo Torcuato de Alvear (UCR)     | 2.859  |
| Capital Federal     | Francisco A. Barroetaveña (UCR)      | 2.850  |
| Capital Federal     | Román Pacheco                        | 2.835  |
| Capital Federal     | Juan P. Sáenz Valiente               | 2.809  |
| Capital Federal     | Rafael Herrera Vegas (h) (UCR)       | 2.711  |
| Capital Federal     | Mariano Demaría (h) (UCR)            | 2.625  |
| Capital Federal     | Pascual Berocochea (UCR)             | 2.522  |
| Capital Federal     | Gregorio Uriarte                     | 224    |
| Capital Federal     | Antonio Piñero                       | 105    |
| Capital Federal     | Carlos A. Alget                      | 99     |
| Capital Federal     | M. Meyer González                    | 99     |
| Capital Federal     | Germán Müller                        | 99     |
| Capital Federal     | Alfredo Pasenaletti                  | 99     |
| Capital Federal     | Adrián Patroni (PS)                  | 99     |
| Capital Federal     | Honorio Pineau Aparicio              | 99     |
| Capital Federal     | José Ramón Prat                      | 99     |
| Capital Federal     | Carlos Roqué                         | 99     |
| Capital Federal     | Augusto Kuhn (PS)                    | 98     |
| Capital Federal     | Francisco Dagnino (PS)               | 98     |
| Capital Federal     | Eneas Miente                         | 94     |
| Capital Federal     | Enrique Dickmann (PS)                | 94     |
| Capital Federal     | Vicente Rozans                       | 93     |
| Capital Federal     | Lucio Baldorino                      | 93     |
| Capital Federal     | Zoilo Cantón                         | 89     |
| Capital Federal     | Juan J. Araujo                       | 58     |
| Capital Federal     | Manrique Revilla                     | 52     |
| Capital Federal     | José Camilo Crotto (UCR)             | 27     |
| Capital Federal     | Martín M. Torino (UCR)               | 16     |
| Capital Federal     | Enrique Cattaneo                     | 13     |
| Capital Federal     | Ernesto Tornquist                    | 7      |
| Capital Federal     | Nicolás Berutti                      | 7      |
| Catamarca           | Adolfo Castellanos                   | 3.855  |
| Catamarca           | Félix Avellaneda                     | 3.853  |
| Catamarca           | Castro F[...]                        | 1      |
| Catamarca           | Luis G. Herrera                      | 1      |
| Córdoba             | Carlos Bouquet Roldán                | 5.221  |
| Córdoba             | Eleazar Garzón                       | 5.217  |
| Córdoba             | Ángel Machado                        | 5.213  |
| Córdoba             | Miguel Amuchástegui                  | 12     |
| Córdoba             | Pedro Figueroa Alcorta               | 2      |
| Córdoba             | Domingo Rodríguez Carranza           | 1      |
| Córdoba             | Augusto López                        | 1      |
| Córdoba             | José Sánchez Urtubey                 | 1      |
| Córdoba             | Carlos Romagosa                      | 1      |
| Corrientes          | Juan Valenzuela                      | 6.035  |
| Corrientes          | Juan Balestra                        | 6.021  |
| Corrientes          | Pedro F. T. Sánchez                  | 6.021  |
| Corrientes          | Manuel I. Reyna                      | 5.980  |
| Corrientes          | Miguel F. Rodríguez                  | 48     |
| Corrientes          | Manuel Cabral (h)                    | 15     |
| Corrientes          | Fermín E. Aleina                     | 6      |
| Corrientes          | Francisco G.                         | 5      |
| Corrientes          | José J. Hall                         | 1      |
| Corrientes          | Velino Veron                         | 1      |
| Corrientes          | Rómulo Amadey                        | 1      |
| Corrientes          | José F. Soler                        | 1      |
| Corrientes          | Justino I. Solari                    | 1      |
| Corrientes          | Federico Garrido                     | 1      |
| Corrientes          | Miguel Méndez                        | 1      |
| Corrientes          | José Rabiers                         | 1      |
| Corrientes          | Ernesto E. Ezquer                    | 1      |
| Corrientes          | Pedro J. Ruda                        | 1      |
| Entre Ríos          | Sabá Hernández                       | 11.454 |
| Entre Ríos          | Faustino Miguel Parera               | 11.454 |
| Entre Ríos          | Fortunato Calderón                   | 11.454 |
| Entre Ríos          | Teófilo García                       | 11.454 |
| Entre Ríos          | Leonidas Zavalla                     | 11.454 |
| Entre Ríos          | Alejandro Carbó                      | 11.453 |
| Entre Ríos          | Samuel Parera Denis                  | 11.452 |
| Entre Ríos          | Esteban N. Comaleras                 | 11.452 |
| Entre Ríos          | Emerio R. Tenreyro                   | 2      |
| Entre Ríos          | Ramón Calderón                       | 1      |
| Entre Ríos          | Tiburcio Álvarez Prado               | 1      |
| Entre Ríos          | Francisco Quesada                    | 1      |
| Jujuy               | Armando Claros                       | 2.539  |
| La Rioja            | Leónidas Carreño                     | 2.845  |
| La Rioja            | Anacarsis Lanús (h)                  | 1      |
| Mendoza             | Julián Barraquero (UCN)              | 1.820  |
| Mendoza             | Matías E. Godoy (PAN)                | 1.736  |
| Mendoza             | Juan Eugenio Serú (PAN)              | 1.707  |
| Mendoza             | Ricardo Day                          | 96     |
| Mendoza             | Exequiel Zabanera (h)                | 46     |
| Mendoza             | Pedro A. Guevara                     | 5      |
| Mendoza             | Zenón Jara                           | 2      |
| Mendoza             | José A. Balas                        | 1      |
| Mendoza             | Abelardo Nanclares                   | 1      |
| Salta               | Eliseo J. Outes                      | 3.949  |
| Salta               | Rafael Usandivaras                   | 3.949  |
| Salta               | Martín M. Gadena                     | 2      |
| Salta               | Damián M. [...]                      | 1      |
| Salta               | Delfín Leguizamón                    | 1      |
| San Juan            | Enrique Godoy (PAN)                  | 1.979  |
| Santa Fe            | Manuel Carlés (PAN Pellegrini)       | 6.521  |
| Santa Fe            | Tomás Cullen (UCN)                   | 6.489  |
| Santa Fe            | Carlos F. Gómez (UCR)                | 6.485  |
| Santa Fe            | Ramón J. Lassaga (PAN Leiva)         | 6.409  |
| Santa Fe            | Manuel Gálvez (PAN Gálvez)           | 6.408  |
| Santa Fe            | Felipe Carreras (PAN Gálvez)         | 6.407  |
| Santa Fe            | Ovidio A. Lagos (UCN)                | 6.406  |
| Santa Fe            | Agustín Cabal (PAN Leiva)            | 6.406  |
| Santa Fe            | Gregorio Ignacio Romero (PAN Leiva)  | 6.406  |
| Santa Fe            | Luciano Leiva (PAN Leiva)            | 6.402  |
| Santa Fe            | Mariano Candioti (UCR)               | 15     |
| Santa Fe            | Lisandro de la Torre (UCR)           | 9      |
| Santa Fe            | Jorge Müller                         | 9      |
| Santa Fe            | Carlos Ban                           | 9      |
| Santa Fe            | O. Olupane                           | 9      |
| Santa Fe            | Octavio Preller                      | 8      |
| Santa Fe            | Francisco Bareo                      | 7      |
| Santa Fe            | Luis Schulerry                       | 5      |
| Santa Fe            | Julián Soria                         | 3      |
| Santa Fe            | Ignacio Iturraspe                    | 3      |
| Santa Fe            | Faustino Henry                       | 3      |
| Santa Fe            | Carlos Bosch                         | 3      |
| Santa Fe            | Néstor de Iriondo                    | 2      |
| Santa Fe            | S. Silva                             | 2      |
| Santa Fe            | Domingo G. Silva                     | 2      |
| Santa Fe            | Juan B. Silva                        | 2      |
| Santa Fe            | Estanislao S. Zeballos               | 2      |
| Santa Fe            | Martín Rodríguez Galisteo            | 2      |
| Santa Fe            | Ricardo Ruiz Rueda                   | 2      |
| Santa Fe            | Gaspar Montino                       | 2      |
| Santa Fe            | Zoilo Ocampo                         | 2      |
| Santa Fe            | Felipe Marenpelo                     | 2      |
| Santa Fe            | José Zaine                           | 2      |
| Santa Fe            | Pedro A. Sánchez                     | 1      |
| Santa Fe            | Benjamín Basualdo                    | 1      |
| Santa Fe            | Jonás Larguía                        | 1      |
| Santa Fe            | Carlos Carlés                        | 1      |
| Santa Fe            | Pablo Richieri                       | 1      |
| Santa Fe            | Pedro N. Arias                       | 1      |
| Santa Fe            | David Peña                           | 1      |
| Santa Fe            | José María Oiller                    | 1      |
| Santa Fe            | José María Fierro                    | 1      |
| Santa Fe            | Camilo Aldao (UCR)                   | 1      |
| Santa Fe            | Joaquín Leiva                        | 1      |
| Santa Fe            | Julián Paz                           | 1      |
| Santa Fe            | Joaquín Parbellan                    | 1      |
| Santa Fe            | Manuel Fomer                         | 1      |
| Santa Fe            | Zenón Pereyra (UCN)                  | 1      |
| Santa Fe            | Deolindo Núñez                       | 1      |
| Santa Fe            | Celestino Pera                       | 1      |
| Santiago del Estero | Melitón Bruchmann                    | 5.415  |
| Santiago del Estero | Maximio Ruiz                         | 5.410  |
| Santiago del Estero | José M. Corbalán                     | 2      |
| Santiago del Estero | Napoleón Taboada                     | 1      |
| Santiago del Estero | T. Brizuela                          | 1      |
| Santiago del Estero | Andrés Figueroa                      | 1      |
| Santiago del Estero | Benjamín Ábalos                      | 1      |
| Tucumán             | Silvano Bores (PAN)                  | 5.559  |
| Tucumán             | Delfín Gigena                        | 5.559  |
| Tucumán             | Marco Aurelio Avellaneda (PAN)       | 5.559  |
| Tucumán             | Alberto de Soldati                   | 5.559  |
| Tucumán             | Eliseo Cantón (PAN)                  | 5.559  |

1. ↑  Electo para completar el mandato de Enrique S. Quintana (1896-1900).
2. 1 2 3 4 5 6 7 8 9 10 11 12 13 14 15 16 17 18  Electo por dos años debido al agrandamiento del Congreso.
3. ↑  Falleció el 30 de mayo de 1900, no fue reemplazado.
4. ↑  Renunció el 30 de mayo de 1902, no fue reemplazado.
5. ↑  Falleció el 21 de diciembre de 1900, no fue reemplazado.
6. ↑  Falleció el 21 de agosto de 1899, lo reemplaza Emilio Gouchón en 1900.
7. ↑  Falleció el 20 de marzo de 1901, lo reemplaza Alfredo J. Ferreira en una elección especial el 5 de mayo de 1901.
8. ↑  Renunció el 30 de enero de 1899, lo reemplaza Ramón A. Parera en una elección especial el 12 de marzo de 1899.
9. ↑  Renunció el 15 de enero de 1899, lo reemplaza Pedro J. Coronado en una elección especial el 12 de marzo de 1899.
10. ↑  Renunció el 4 de julio de 1898, lo reemplaza Joaquín V. González en una elección especial el 7 de agosto de 1898.
11. ↑  Renunció el 11 de julio de 1901, no fue reemplazado.
12. ↑  Renunció el 18 de enero de 1902, no fue reemplazado.
13. ↑  Renunció el 12 de julio de 1901, lo reemplaza Román F. Torres en una elección especial el 1 de septiembre de 1901.

## Elecciones parciales
| Provincia           | Fecha               | Candidato           | Votos     |
| ------------------- | ------------------- | ------------------- | --------- |
| Corrientes          | 26 de marzo de 1899 | Manuel Cabral (h)   | 4.340     |
| Corrientes          | 26 de marzo de 1899 | Miguel Rodríguez    | 844       |
| Corrientes          | 26 de marzo de 1899 | Pedro Fernández     | 25        |
| Entre Ríos          | 12 de marzo de 1899 | Ramón A. Parera     | Sin datos |
| Entre Ríos          | 12 de marzo de 1899 | Pedro J. Coronado   | Sin datos |
| La Rioja            | 5 de junio de 1898  | Bernabé Lainez      | 2.165     |
| La Rioja            | 7 de agosto de 1898 | Joaquín V. González | Sin datos |
| San Juan            | 6 de agosto de 1899 | Juan Luis Sarmiento | 1.544     |
| Santiago del Estero | 5 de marzo de 1899  | Benjamín Palacio    | Sin datos |

1. ↑  Electo para completar el mandato de Juan Bejarano (1896-1900).
2. ↑  Electo para completar el mandato de Samuel Parera Denis (1898-1902).
3. ↑  Electo para completar el mandato de Esteban N. Comaleras (1898-1902).
4. ↑  Electo para completar el mandato de Lidoro Avellaneda (1896-1900).
5. ↑  Electo para completar el mandato de Leónidas Carreño (1898-1902). Joaquín V. González renunció el 10 de septiembre de 1901, no fue reemplazado.
6. ↑  Electo para completar el mandato de David Chaves (1896-1900).
7. ↑  Electo para completar el mandato de Pedro García (1896-1900).